# هادان
هادان، روستایی از توابع بخش مرکزی شهرستان بوئین و میاندشت در استان اصفهان ایران است.این روستا در ارتفاع ۲۵۰۰ متری از سطح دریا قرار گرفته،همچنین دارای جاذبه های گردشگری متعدد وزیاد میباشد.
این روستا دارای دو قنات پر آب و کهن میباشد که بیش از ۱۴۰۰ سال قدمت دارند همچنین دارای دو قبرستان قدیمی میباشد که یکی از آنها متعلق به مسلمانان است که بیش هزار سال قدمت دارد و دیگری متعلق به ارامنه است که حدود سیصد سال قدمت دارد .
این روستا دارای مراتع سر سبز و گسترده ای میباشد که گیاهان دارویی بسیار متنوع و گوناگونی در آن می‌روید که بیشتر آنها ناشناخته هستند.مردم این روستا به زبان شیرین ترکی تکلم میکنند

## جمعیت
این روستا در دهستان سردسیر قرار دارد و براساس سرشماری مرکز آمار ایران در سال ۱۳۸۵، جمعیت آن ۴۹۸ نفر (۱۱۵خانوار) بوده‌است.